# 温岑巴赫
温岑巴赫（法語：Wintzenbach，法語發音：[vintsənbax]；南法兰克语：Wínzebàch）是法国下莱茵省的一个市镇，属于阿格诺-维桑堡区。

## 地理
温岑巴赫（48°56'6"N, 8°6'14"E）面积6.96 平方千米，位于法国大東部大區下莱茵省，该省份为法国大陆部分最东部的省份，是阿尔萨斯的一部分，今与上莱茵省组成了阿尔萨斯欧洲集体，其南至上莱茵省，西南接孚日省和默尔特-摩泽尔省，西接摩泽尔省，北与德国接壤，东侧沿莱茵河与德国相望。
与温岑巴赫接壤的市镇（或旧市镇、城区）包括：埃贝尔巴克塞尔特、莫泰恩、明绍森、洛泰堡附近内维莱尔、尼德劳特巴克、涅代尔罗埃代尔恩、奥贝尔洛泰尔巴克、塞尔茨附近沙富斯、塞尔茨。
温岑巴赫的时区为UTC+01:00、UTC+02:00（夏令时）。

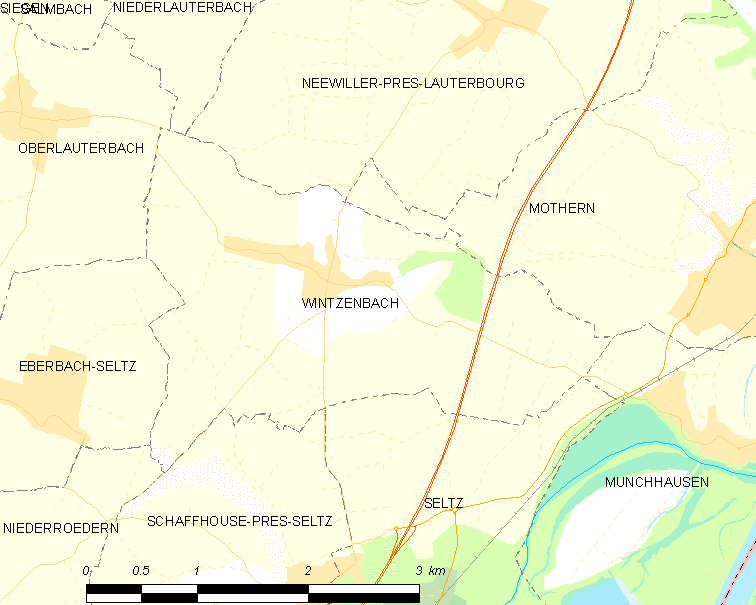
温岑巴赫的OSM定位图

## 行政
温岑巴赫的邮政编码为67470，INSEE市镇编码为67541。

## 政治
温岑巴赫所属的省级选区为维桑堡县。

## 人口

1962-2008年间温岑巴赫人口变化图示

温岑巴赫于2022年1月1日时的人口数量为525人。